# Agroeca minuta
Espèce
Synonymes
- Apostenus acutus Emerton, 1909

Agroeca minuta est une espèce d'araignées aranéomorphes de la famille des Liocranidae.

## Distribution
Cette espèce est endémique des États-Unis. Elle se rencontre au Connecticut, dans l'État de New York, au New Jersey, en Ohio et en Indiana.

## Description
La femelle holotype mesure 3,8 mm.

## Publication originale
- Banks, 1895 : A list of the spiders of Long Island; with descriptions of new species. Journal of the New York Entomological Society, vol. 3, p. 76-93 (texte intégral).